# Ottenschlag im Mühlkreis
Ottenschlag im Mühlkreis là một đô thị thuộc huyện Urfahr-Umgebung thuộc bang Oberösterreich, Áo. Đô thị Ottenschlag im Mühlkreis có diện tích 13,2 km², dân số thời điểm năm 2006 là 472 người.